# Veli Brgud
Veli Brgud – wieś w Chorwacji, w żupanii primorsko-gorskiej, w gminie Matulji. W 2011 roku liczyła 485 mieszkańców.